# Hanzō, la via dell'assassino
Hanzō, la via dell'assassino (半蔵の門?, Hanzō no mon) è un manga scritto da Kazuo Koike e illustrato da Gōseki Kojima. La serializzazione dell'opera è iniziata nel 1978 sulla rivista giapponese Shūkan Gendai e si è conclusa nel 1984, per poi essere raccolta in 19 volumi tankōbon.
La casa editrice statunitense Dark Horse Comics ha proposto al pubblico la versione bunkoban dell'opera in 15 volumi e pubblicata tra il 2006 e il 2009. In Italia, la casa editrice Planeta De Agostini ha pubblicato nel 2009 i primi quattro volumi bunkoban senza poi terminare la pubblicazione.

## Trama
Hanzō, la via dell'assassino racconta le gesta di Hattori Hanzō, il famoso ninja incaricato dal padre di proteggere Tokugawa Ieyasu, lo shōgun che avrebbe unificato il Giappone in una sola grande nazione. 